# Джон Долмаян
Джон Долмаян (вірм. Ջոն Դոլմայան;англ. John Dolmayan), нар. 15 липня 1973, Бейрут, Ліван — музикант, барабанщик альтернативної метал-групи «System of a Down».

## Дискографія

### System of a Down
- 1998: System of a Down
- 2001: Toxicity
- 2002: Steal This Album!
- 2005: Mezmerize
- 2005: Hypnotize

### Axis of Justice
- 2004: Concert Series Volume 1

### ЗСержем Танкяном
- 2007: Elect the Dead

### Scars on Broadway
- 2008: Scars on Broadway

## Нагороди
- В 2006, System of a Down виграли свою першу премію «Греммі» в номінації «Найкраще хард-рок виконання» за пісню «B.Y.O.B.».
- В 2006, вони виграли «MTV Good Woodie Award» за свою пісню «Question!»
- В 2006, Джон виграв нагороду «Drum! Magazine's» у номінації «Барабанщик року». Також він виграв нагороду «Альтернативний рок-барабанщик року».
- В 2006, вони були #14 в VH1 Top 40 Metal Songs з «Toxicity».
- В 2007, вони були номіновані на премію «Греммі» в номінації «Найкраще хард-рок виконання» за пісню «Lonely Day».

## Спорядження
Джон Долмаян використовує барабани Tama
- Tama Starclassic Maple White Silk Finish 18" x 22" (2) Kick drum 8" x 10" Tom 9" x 12" Tom 10" x 14" Tom 16" x 16" Floor Tom 16" x 18" Floor Tom (2) Piccolo toms
- Paiste RUDE Cymbals
- Vic Firth Signature Sticks